# Perfectionist (album)
Perfectionist – tytuł debiutanckiego albumu studyjnego brytyjskiej piosenkarki Natalii Kills. Premiera płyty odbyła się 15 marca 2011 roku.

## Lista utworów
- 1. „Perfection” − 0:32
- 2. „Wonderland” − 3:31
- 3. „Free” − 3:57
- 4. „Break You Hard” − 4:22
- 5. „Zombie” − 3:19
- 6. „Love is a Suicide” − 3:57
- 7. „Mirrors” − 3:16
- 8. „Not in Love” − 3:23
- 9. „Acid Annie” − 3:37
- 10. „Superficial” − 3:17
- 11. „Broke” − 4:08
- 12. „Heaven” − 4:49
- 13. „Nothing Lasts Forever” (featuring Billy Kraven) − 3:30
- 14. „If I Was God” − 4:43

iTunes bonus tracks
- 15. „Mirrors” (Live at The Cherrytree House) − 3:45
- 16. „Zombie” (Kleerup Remix) − 4:02
- 17. „Mirrors” (Tonka Dynamix) − 5:41
- 18. „Mirrors” (Live at The Cherrytree House) (klip) − 3:47

Dodatkowo na album nagrano trzy odrzuty: „Activate My Heart”, który promował nadchodzące wydawnictwo wiosną 2010 roku, „Runnin'” − utwór wyprodukowany przez Davida Guettę oraz „Hot Mess”.

## Single
- „Zombie” (singel promo, wydany 21 grudnia 2009);
- „Mirrors” (pierwszy oficjalny singel, wyd. 10 sierpnia 2010);
- „Wonderland” (drugi oficjalny singel, wyd. 4 kwietnia 2011);
- „Free” (trzeci oficjalny singel, wyd. lipiec 2011).

## Pozycje na listach przebojów
| Kraj/region | Notowanie (2011) | Wydawca              | Najwyższa pozycja |
| ----------- | ---------------- | -------------------- | ----------------- |
| Austria     | Top 100 Albums   | Ö3 Austria Top 40    | 35                |
| Niemcy      | Top 100 Albums   | Media Control Charts | 50                |
| Szwajcaria  | Top 100 Albums   | Schweizer Hitparade  | 94                |

## Daty wydania
| Państwo           | Data             | Wytwórnia                                 | Format               |
| ----------------- | ---------------- | ----------------------------------------- | -------------------- |
| Francja           | 15 marca 2011    | Universal Music                           | digital download     |
| Austria           | 1 kwietnia 2011  | Universal Music                           | CD, digital download |
| Niemcy            | 1 kwietnia 2011  | Universal Music                           | CD, digital download |
| Szwajcaria        | 1 kwietnia 2011  | Universal Music                           | CD, digital download |
| Polska            | 13 maja 2011     | Universal Music                           | CD                   |
| Wielka Brytania   | 18 lipca 2011    | Polydor Records                           | CD                   |
| Stany Zjednoczone | 16 sierpnia 2011 | will.i.am, Cherrytree, Interscope Records | CD                   |